# Gás lacrimogêneo
Gás lacrimogêneo(pt-BR) ou gás lacrimogéneo(pt-PT?) (do termo latino lacrima: lágrima) é o nome genérico dado a vários tipos de substâncias irritantes da pele, dos olhos e das vias respiratórias, tais como o brometo de benzila, ou o gás CS (ortoclorobenzil malononitrilo). Ao estimular os nervos da córnea, esses gases causam, de imediato, lacrimação, dor e até mesmo cegueira temporária. Além disso, podem causar quadros graves de alergia respiratória, tanto aos atacantes como às vítimas, podendo levar à morte. Nesse sentido, seu uso tem sido contestado por especialistas e grupos defensores de direitos humanos, que também apontam a relação próxima entre algumas indústrias coligadas com as forças armadas e de segurança dos governos, que permitem a generalização do uso do gás como arma preferencial na repressão aos movimentos de rua desde os anos 1960.

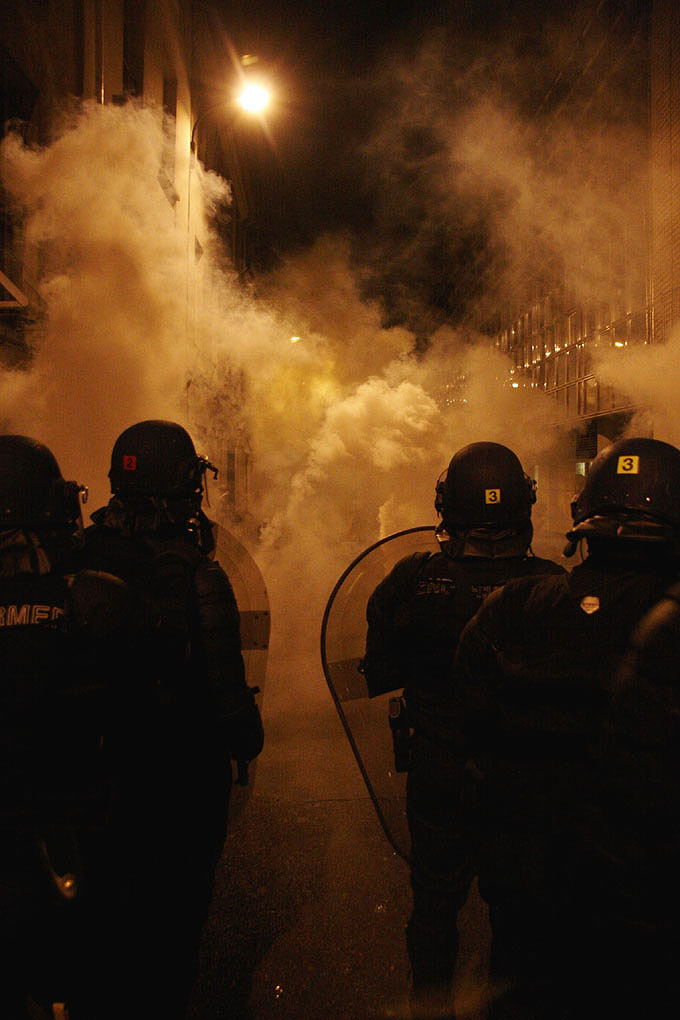
Bombas de gás lacrimogênio em uso na França, em maio de 2007.

Classificado como  arma química, o seu uso  foi banido pela Convenção de Armas Químicas de 1993, considerando-se a letalidade do gás quando em alta concentração. Muitas bombas de gás lacrimogênio vêm com avisos como: "PERIGO: Não dispare diretamente contra uma pessoa. Pode causar graves lesões ou morte." Mesmo assim, elas são costumeira e indiscriminadamente usadas para manutenção da ordem interna pelas polícias de muitos países, sobretudo para conter ou reprimir manifestações de massa.
Os primeiros estudos clínicos concluíram que o gás lacrimogênio causava irritação e mal-estar mas, em concentração controlada, seria incapaz de deixar marcas ou causar óbitos. Por essa razão, foi classificado como arma não letal. Porém, é consideravelmente perigoso para  crianças, mulheres grávidas e indivíduos epilépticos ou portadores de problemas respiratórios.
Os gases lacrimogênios mais comumente utilizados são os irritantes oculares CS, CN (cloroacetofenona) e CR (dibenzoxazepina) e o irritante respiratório  OC (oleorresina Capsicum), mais conhecido como spray de pimenta. Os efeitos desses gases, a depender da quantidade empregada e das condições de dissipação atmosférica, podem  atingir a um raio de centenas de metros.
O uso crescente do gás lacrimogênio pelas polícias de todo o mundo, como arma de "controle de multidões", deve-se ao fato de ser capaz de dispersar aglomerações sem, supostamente, causar mortes. Tem sido amplamente utilizado  tanto em invasões de instalações, quanto no controle de tumultos e manifestações de rua, já que imediatamente provoca forte irritação das mucosas (olhos, nariz e garganta) e incapacitação sensorial — efeitos que normalmente desaparecem algum tempo depois de cessada a exposição.
Durante a Primeira Guerra Mundial, agentes lacrimogênios mais tóxicos foram usados. Atualmente, o uso desses gases em guerra química, constitui uma violação da Convenção sobre Armas Químicas.
O gás lacrimogênio mais comum, o CS (ortoclorobenzilideno malononitrilo; fórmula química: C10H5ClN2), ortoclorobenzilidene malononitrila), foi preparado pela primeira vez em 1928, por dois químicos americanos, Ben Corson e Roger Stoughton (as letras CS referem-se às iniciais dos seus nomes). Mas foi somente em 1956 que o laboratório britânico de armas químicas e biológicas do polêmico centro de pesquisas de Porton Down desenvolveu o CS como arma de controle de motins.

## Fórmulas

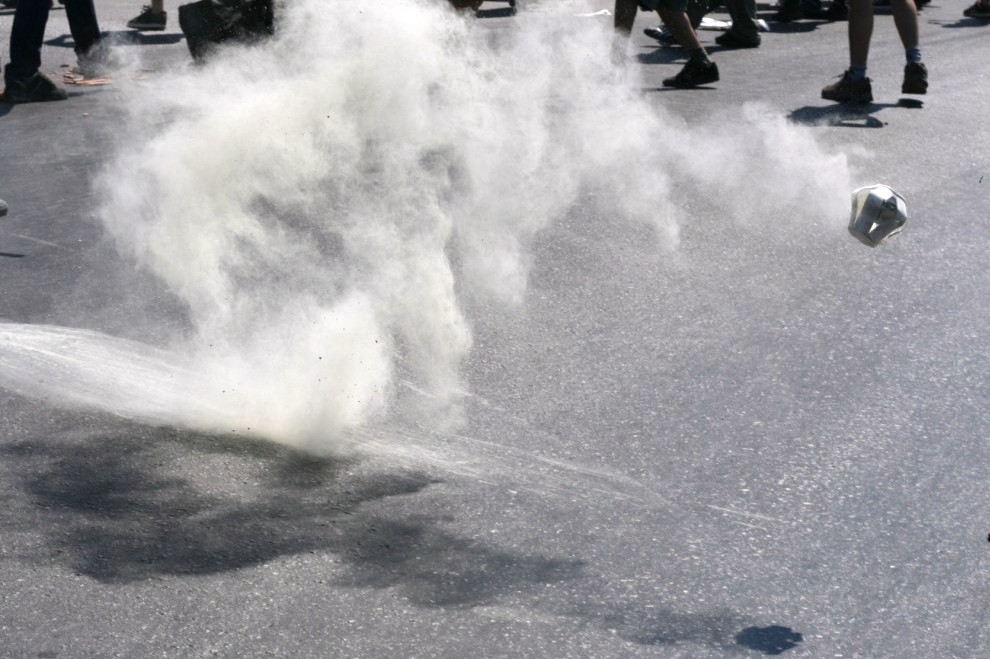
Explosão de gás lacrimogênio durante uma manifestação de estudantes em Chania, em Creta, em 2008.

Qualquer composto químico que produza lacrimejamento pode ser chamado lacrimogênio, mas a denominação "agente de controle antidistúrbio" ou "gás lacrimogêneo" refere-se um produto químico lacrimogênio escolhido por sua baixa toxicidade e por, alegadamente, não ser letal.
Suas fórmulas variam. Podem ser, por exemplo, cloro-acetona (CH3–CO–CH2–Cl), bromo-acetona (CH3–CO–CH2–Br) ou acroleína (CH2=CH–COH). O CS é mais forte que o CN  porém se dissipa mais rapidamente.

## Utilização
Gases lacrimogênios podem ser dispersos por meio de sprays (aerossol) de mão, por meio de recipientes que emitem gás a um ritmo fixo ou de forma explosiva - como  bombas na forma de granadas de mão ou projéteis lançados de armas portáteis ou por morteiros. Os recipientes também podem ser fixados em veículos. As bombas de gás podem, ainda, ser acopladas a bombas de efeito moral, liberando o gás conjuntamente com uma explosão de ruído extremamente intenso.
Nos anos 1960, o gás lacrimogênio foi utilizado largamente pelos Estados Unidos, durante a Guerra do Vietnam.
O gás CS foi usado em 12 de agosto de 1969, em Derry, na Irlanda do Norte, pela polícia local, para combater a revolta dos separatistas irlandeses que se espalhara por toda a província. Diz-se que, na ocasião, mais de 1.000 recipientes do CS foram usados. 

## Efeitos
Os efeitos da exposição ao gás lacrimogênio são reações de lacrimação, com sensação de queimação na boca e no trato respiratório. Coceiras, inflamações, dor de cabeça e insuficiência respiratória também são efeitos comuns.

### Riscos
Embora catalogada como arma não letal, ou menos letal, a exposição ao gás lacrimogênio pode causar danos sérios e permanentes ou mesmo a morte, sobretudo em espaços confinados. Os riscos incluem ser atingido pelos cartuchos de gás lacrimogênio, que podem provocar escoriações severas, perda de olhos, fratura craniana e até mesmo morte. Conquanto as consequências imediatas dos gases em si sejam tipicamente limitadas à forte irritação dos olhos e mucosas, podem ocorrer complicações posteriores. Pessoas com doenças respiratórias preexistentes, como asma, são particularmente vulneráveis e  podem precisar de hospitalização ou mesmo de suporte respiratório imediato.  Além disso, a exposição da pele ao gás lacrimogênio pode causar queimaduras químicas ou induzir dermatite de contato alérgica . Quando pessoas são atingidas a curta distância ou são severamente expostas, ferimentos no olho envolvendo cicatrizes na córnea podem levar à perda permanente da acuidade visual.

## Uso recente
Embora o gás lacrimogênio tenha sido banido pela Convenção de Armas Químicas de 1993, da qual quase todos os países do mundo são signatários, tal proibição só vale para  guerras, sendo normal o uso do gás pelas polícias desses mesmos países, para conter manifestações populares de massa.
Desde o início da crise econômica de 2008 e, especialmente, desde a crise da zona euro (desde 2009-2010), várias medidas de austeridade foram adotadas pelos governos de diferentes países, especialmente no Ocidente, suscitando grandes manifestações de protesto, durante as quais foi frequentemente usado o gás lacrimogêneo. Na Espanha, por exemplo, o orçamento do governo para 2012 sofreu cortes em praticamente todas as áreas, mas, no que se refere a equipamentos antidistúrbios, o gasto passou de cerca de 173 mil euros para mais de 3 milhões em 2013. A mesma tendência foi observada no Oriente Médio. Desde a Primavera Árabe (iniciada no final de 2010), o mercado de segurança interna na região teve um aumento de 18% em seu valor, chegando próximo aos 6 bilhões de euros em 2012.
A pesquisadora Anna Feigenbaum, da Universidade de Bournemouth, na Grã-Bretanha, investiga a história política do gás lacrimogênio e defende a íntima correlação entre  crises econômico-sociais, protestos populares e uso do gás lacrimogêneo. Segundo ela, durante a Primeira Guerra Mundial, o gás lacrimogênio era classificado como arma química. Mas, a partir daí, o lobby industrial-militar-governamental conseguiu mudar o nome de "arma química" para "irritante químico" ou "instrumento de controle de distúrbios". Isso produziu uma normalização. O gás, que começou a ser usado no "controle de multidões" na década de 1930, teve sua utilização generalizada a partir dos anos 1960. A afirmação de que não havia perigo nem para mulheres grávidas, nem para idosos foi duramente criticada pela Anistia Internacional e pela organização não governamental Médicos pelos Direitos Humanos. Ambas as organizações sustentam que não é preciso ser mais velho ou estar grávida para sentir efeitos "irreversíveis" dessas armas supostamente não letais. Entre as mortes mais recentes atribuídas ao uso de gás lacrimogêneo, figuram a do adolescente Ali Al-Shiek Bahrain, em 2012, e a do palestino Mustafa Tamini, no final de 2011.
Durante a Primavera Árabe, empresas americanas exportaram cerca de 40 mil unidades de gás lacrimogêneo. Em 2013, o ministério do Interior do Egito encomendou cerca de 140 mil cartuchos de gás lacrimogêneo a um pequeno grupo de exportadoras americanas. A organização internacional War Resister League, que empreende uma campanha específica contra o gás lacrimogêneo, identificou a presença de empresas americanas exportadoras do gás, como Combined Systems Inc., Federal Laboratories e NonLethal Technologies da Argentina até a Índia; de Bahrein, Egito e Israel até Alemanha, Holanda, Camarões, Hong Kong, Tailândia e Tunísia. Em termos de manejo de protestos, nada mudou com a democratização egípcia. A brasileira Condor Non-Lethal Technologies, uma das principais provedoras da Turquia, vende seus produtos a 41 países.
Também nos Estados Unidos, em  2014, na cidade de Ferguson (Missouri), a polícia fez amplo uso do gás contra a multidão que protestava contra a morte de um adolescente desarmado, alvejado por um policial.

### No Brasil
No Brasil, em 2013, o gás lacrimogênio foi largamente utilizado na repressão às manifestações populares de protesto. Durante um desses eventos, em Belém (Pará), no dia 20 de junho, a gari Cleonice Vieira de Moraes, de 54 anos, inalou o gás, lançado pela Polícia Militar do Estado, e morreu na manhã seguinte. A vítima trabalhava na limpeza noturna do centro de Belém. Durante a radicalização dos protestos em frente à prefeitura da cidade, Cleonice e outros trabalhadores se protegeram dentro de um bonde restaurado, destinado a visitação turística da cidade. Após a explosão das bombas, Cleonice passou mal e teve parada cardíaca. Foi socorrida mas não resistiu.
Em maio 2022, agentes da Polícia Rodoviária Federal admitiram o uso de spray de pimenta e gás lacrimogêneo em uma abordagem que terminou na morte de Genivaldo de Jesus Santos, de 38 anos. Genivaldo morreu após ser preso no porta-malas de uma viatura com gás lacrimogênio durante uma abordagem de policiais rodoviários federais em Umbaúba, no sul do estado de Sergipe, a cerca de 100 km de Aracaju em situação comparável à uma câmara de gás.